# بریله
بریله (به هلندی: Brielle) یک شهر در هلند است که در هلند جنوبی واقع شده‌است. بریله ۲ متر بالاتر از سطح دریا واقع شده‌است.

## نگارخانه

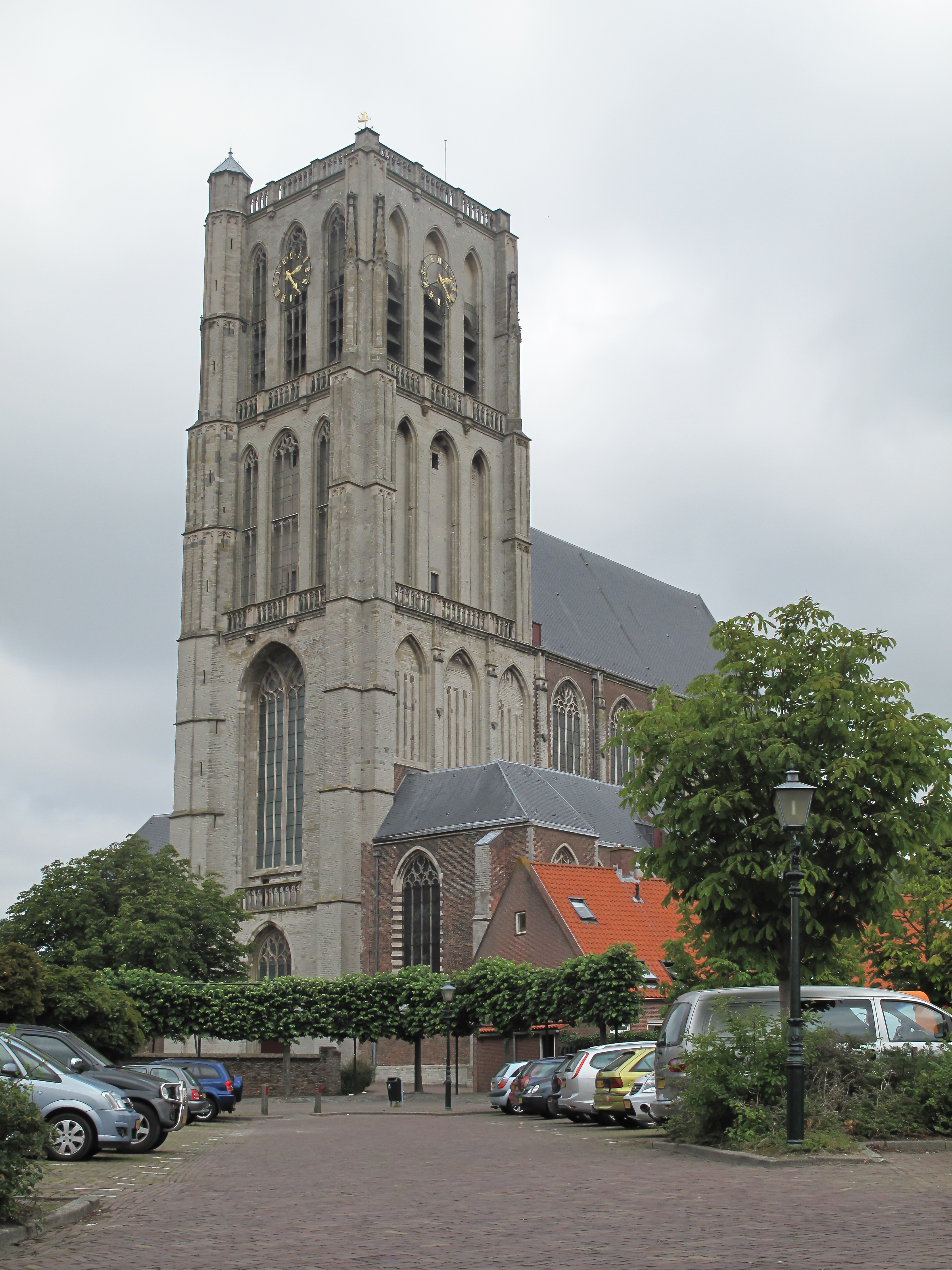
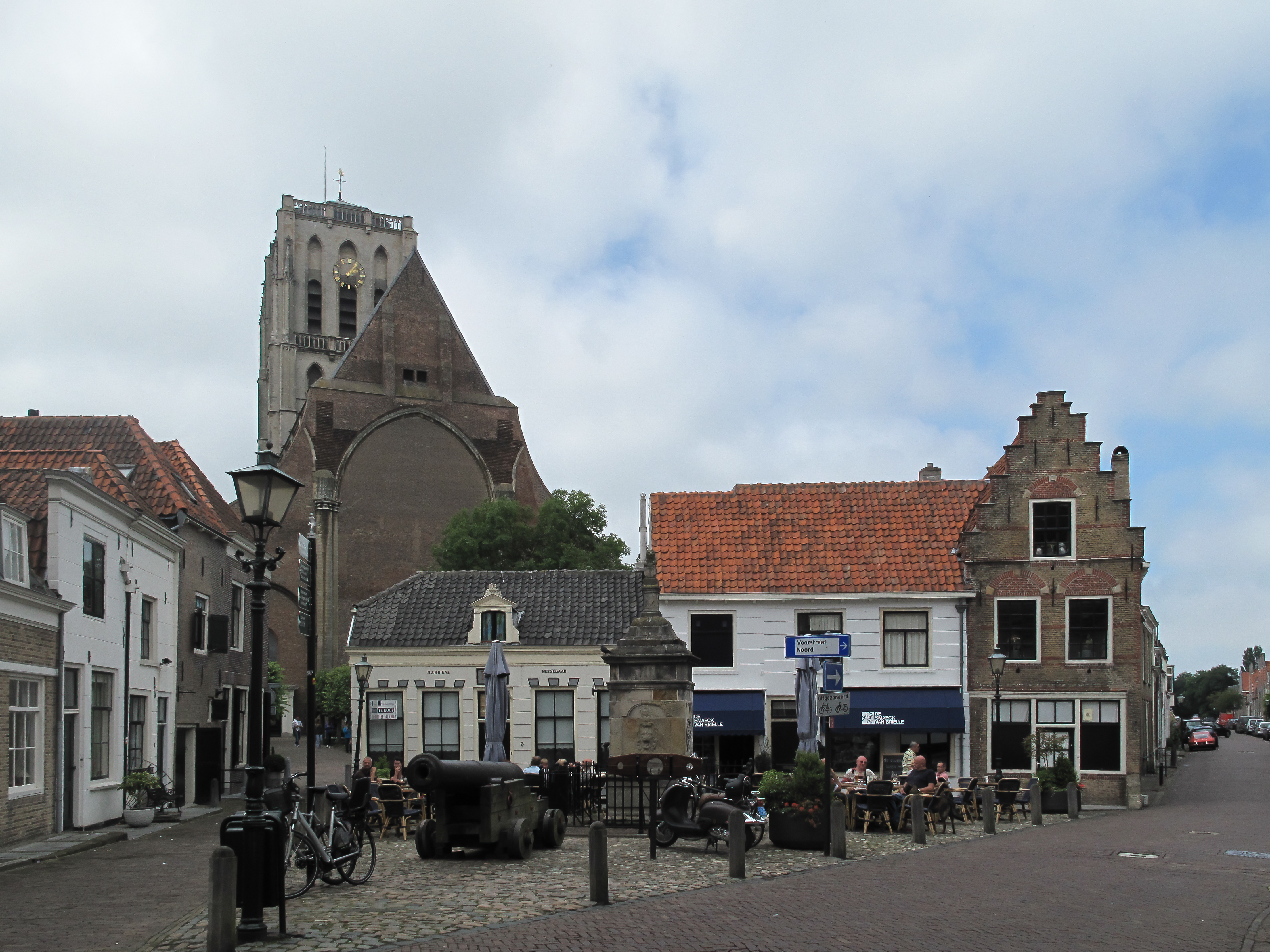
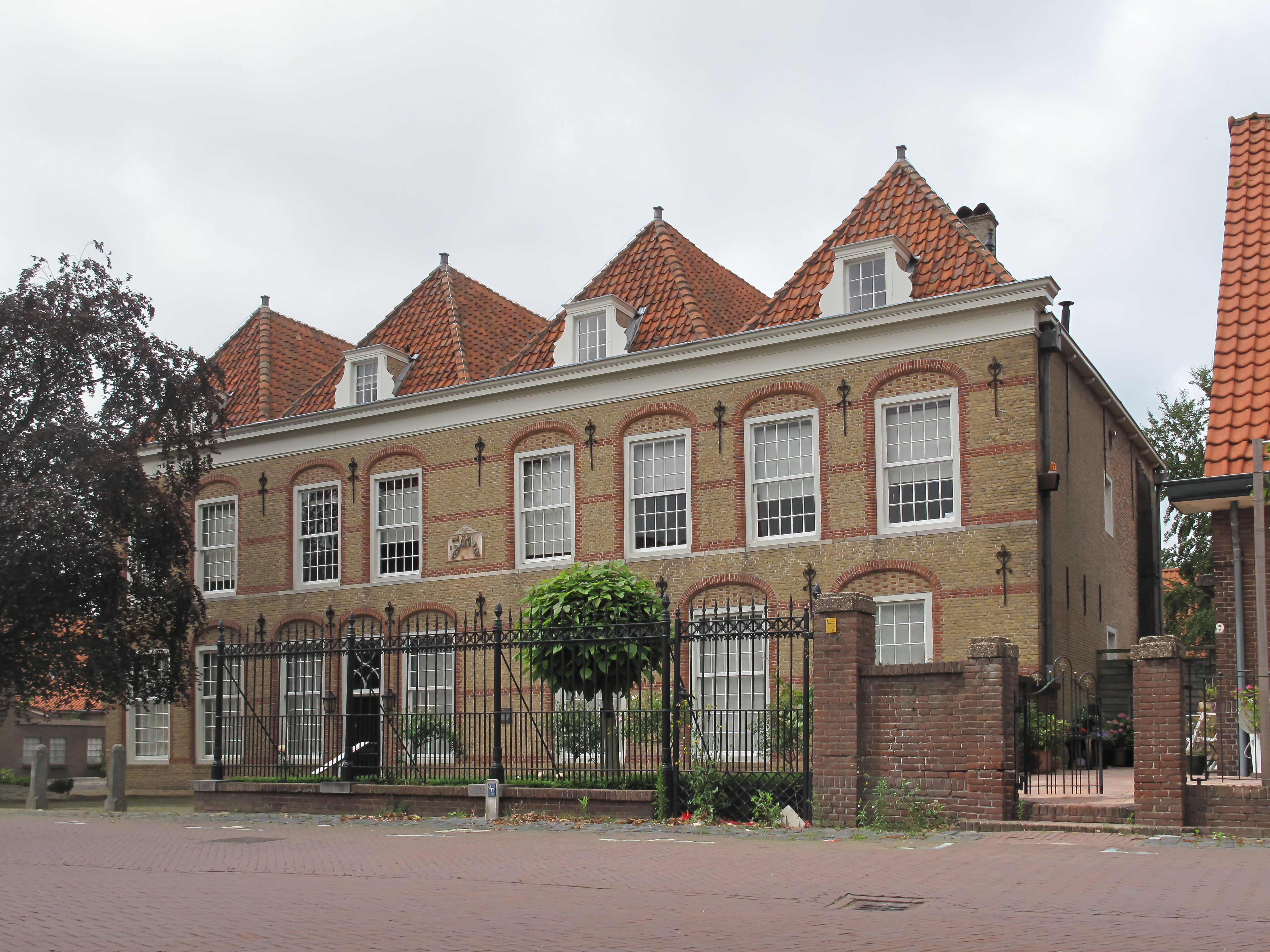
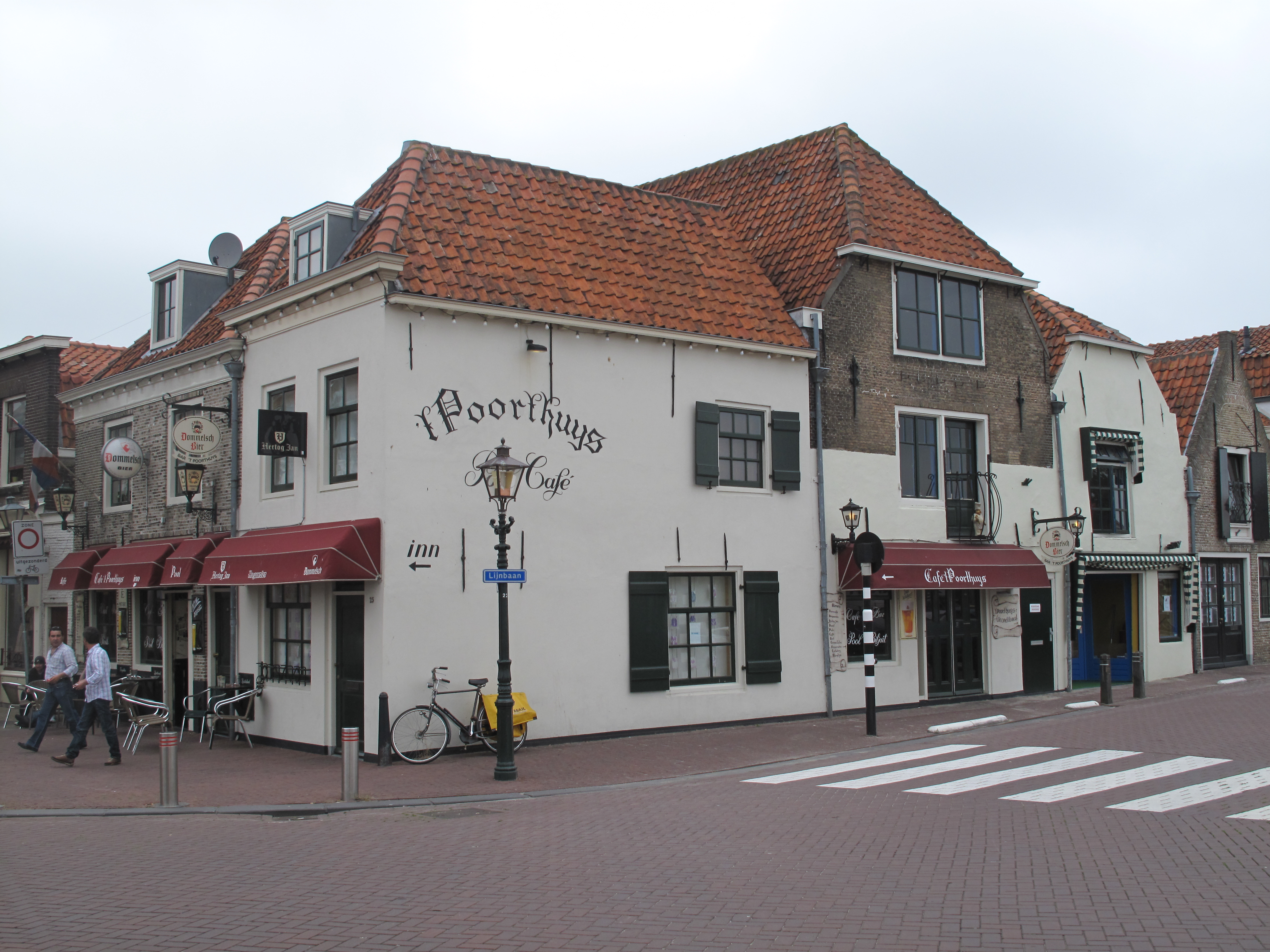